# Ruta Nacional 25 (Argentina)
La Ruta Nacional 25 es una carretera pavimentada de 534 km que recorre el centro de la Provincia del Chubut, Argentina. Se extiende desde el puente sobre el Río Chubut en la ciudad de Rawson hasta el empalme con la Ruta Nacional 40, en Tecka.
Esta ruta cruza la meseta patagónica uniendo localidades de muy escasa población.

## Historia
Este recorrido era el usual que realizaban los pueblos tehuelches para establecerse sobre las costas durante los inviernos y retornar a los Andes en el verano, la ruta bordeaba al Río Chubut como única fuente segura de agua potable. luego del establecimiento de colonos galeses en el valle inferior, y alentados por noticias de los Andes dadas por Wisel (Huisel, Wissale o Wishel) y luego por otros caciques, John Daniel Evans se aventuró en dicha travesía a fines de 1885 junto con el gobernador Fontana en la expedición denominada Rifleros del Chubut. Años más tarde y tras una segunda expedición, Evans guio al primer grupo de colonos que se establecieron definitivamente en la cordillera, habilitándose la huella que unía la costa y la Colonia 16 de Octubre (renombrada Trevelin en 1918) el 20 de noviembre de 1888.
El cruce del Río Chubut en Bajo Las Plumas se realizaba mediante balsa, hasta que en el período entre 1957 y 1959 se construyó un puente.
El 7 de septiembre de 2004 la Dirección Nacional de Vialidad y Vialidad Provincial suscribieron un convenio por el que se intercambiaron a título gratuito la Ruta Provincial 62  entre Tecka y Pampa de Agnia (con 77 km pavimentados en 1974 y el resto en 1976) y la Ruta Nacional 25 (no pavimentada) entre Pampa de Agnia y la Ruta Nacional 40, marcado en verde en el mapa adjunto. Este convenio fue ratificado por Ley Provincial 5.486 promulgada el 31 de mayo de 2006.

## Localidades
Los pueblos por los que pasa este ruta de este a oeste son:

### Provincia de Chubut

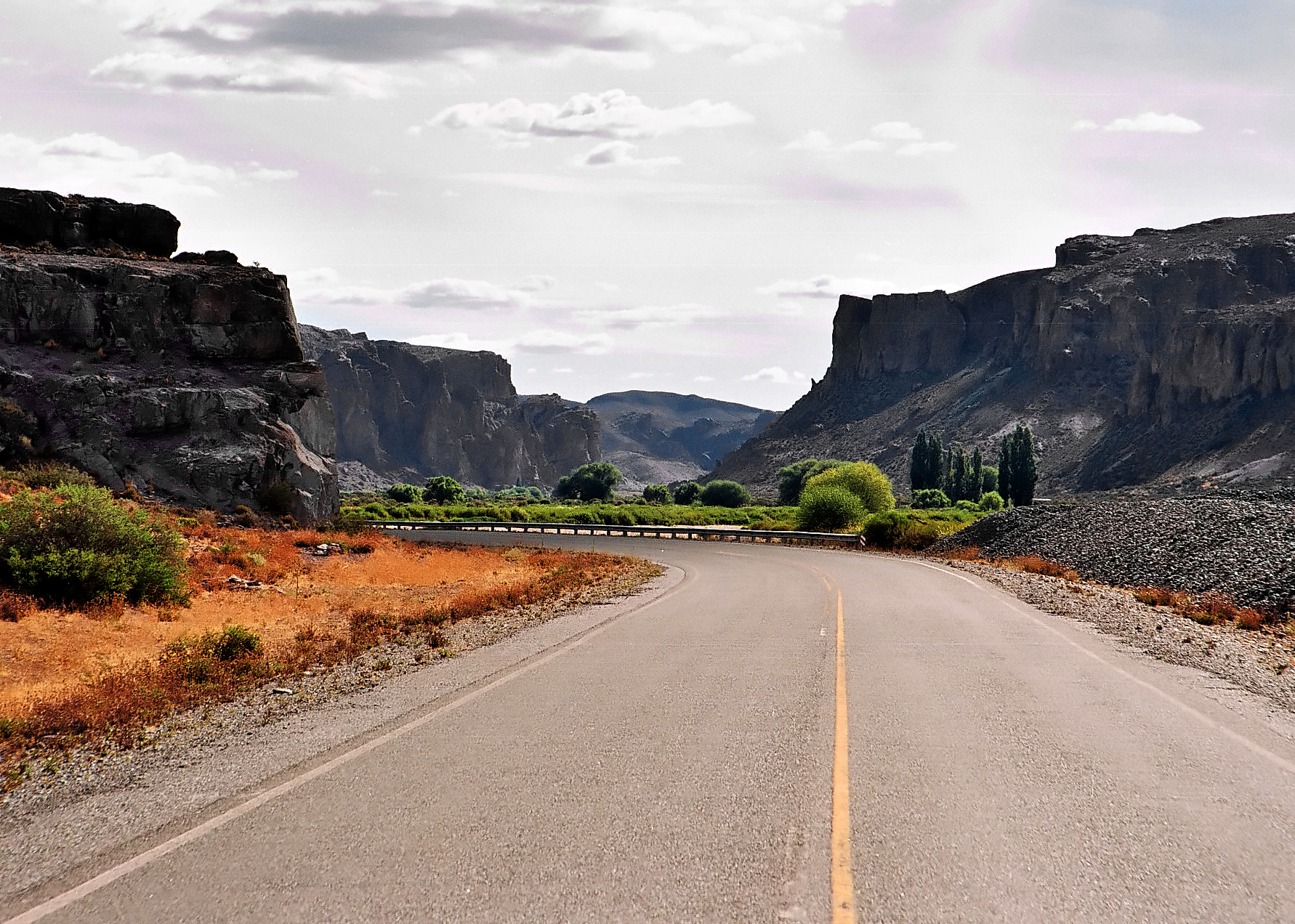
Ruta Nacional 25 en Los Altares.

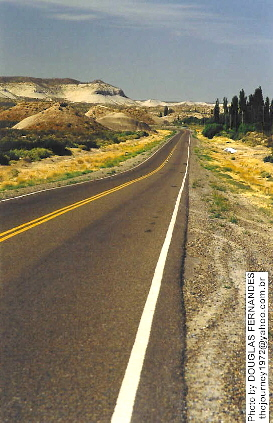
La ruta en su paso por Dolavon.

Recorrido: 534 km (kilómetro 0 a 534)
- Departamento Rawson: Rawson (kilómetro 0-1) y Trelew (km 17).
- Departamento Gaiman: Gaiman (km 38) y Dolavon (km 56).
- Departamento Mártires: Las Plumas (km 205).
- Departamento Paso de Indios: Los Altares (km 309) y Paso de Indios (km 365).
- Departamento Languiñeo: Tecka (km 534).

## Servicios

### Estaciones de Servicio
- (Los Altares)